# 진심누나
《진심누나》는 TV조선에서 방영된 예능 프로그램이다.

## 진행자
- 이영자
- 김숙
- 송은이

## 출연진
- 마이트로
  - 한태이[1]
  - 정윤재[2]
  - 쇼헤이[3]
  - 임채평[4]
  - 서우혁[5]